# Tanrıqulular
Tanrıqulular è un comune dell'Azerbaigian situato nel distretto di Yevlax.